# Musius rubricollis
Musius rubricollis är en skalbaggsart som beskrevs av Leon Fairmaire 1899. Musius rubricollis ingår i släktet Musius och familjen långhorningar.
Artens utbredningsområde är Madagaskar. Inga underarter finns listade i Catalogue of Life.